# スマート (自動車)

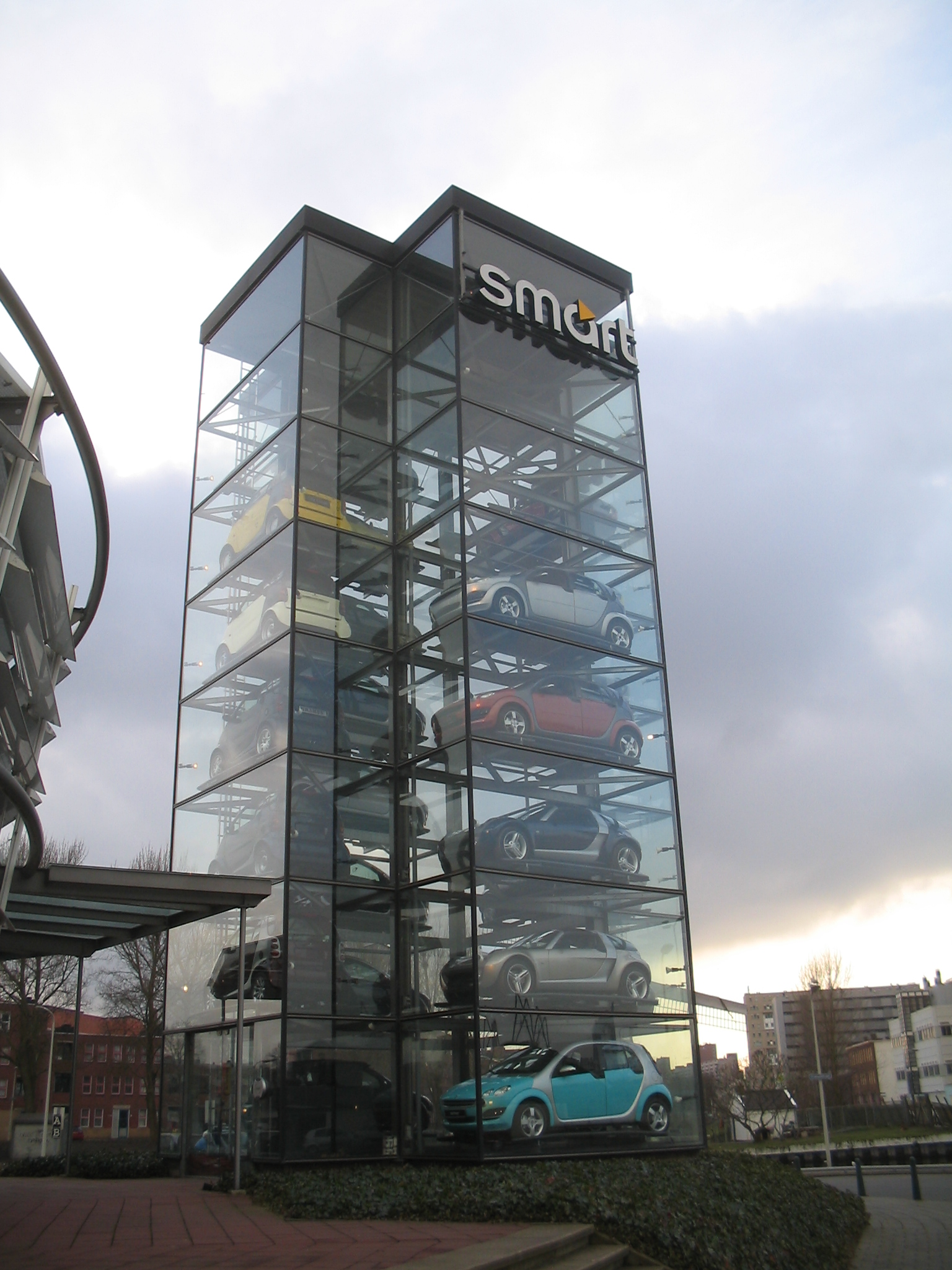
旧スマート・センター（オランダ・ハーグ）

スマート (smart) は1994年に設立されたドイツの自動車メーカー。2019年に中国の浙江吉利控股集団と合弁でSmart Automobile Co., Ltd.を立ち上げ、スマート・ブランドの車両を中国で生産し世界に輸出する体制となった。

## 概要
スマートは、2人乗りのマイクロカーの生産・販売を発案したスイスの時計会社・スウォッチがダイムラー・ベンツ（当時）をパートナーとして創始した自動車事業である。スウォッチは当初、小型車を得意とするフォルクスワーゲンとの提携を企図したが実現せず、自動車事業の経験がないスウォッチと、小型車市販の実績がないダイムラー・ベンツ、という組み合わせでの企画となった。
1994年、二社合弁によりMCC (Micro Car Corporation) が設立され、フランス・モゼル県ハンバッハに製造工場が建設された。1998年、オリジナルモデルである「シティクーペ」（後の「フォーツークーペ」）が発売されたが、走行中に横転する問題が発覚し、設計を根本的に改善するために多額の費用が掛かった。この際、ダイムラー・ベンツの出資比率が、設立時の51%から81%にまで引き上げられている。設立以降、スマート事業は12年に渡って赤字が続き、創始者であったスウォッチは完全に撤退した。2006年夏までの損失の累計は36億ドルに達すると報告されており、ダイムラー・AG自体も事業から撤退するのではとの憶測が絶えなかった。
苦境のさなか、2007年春には「フォーツー」がモデルチェンジし第2世代へと移行した。
他方、消費者の間でガソリン価格の高騰と地球環境への配慮から低燃費車志向が高まり、小型車の需要が見込まれている現状にある。このような情勢の中、2007年度にスマート事業はようやく黒字へ転換、2008年度も黒字となった。
2008年1月には、これまで実現していなかったアメリカでの正規販売が開始された。米国向けのフォーツーは衝突安全基準を満たすために全長が約15cm延長されており、販売価格は11,590ドル（約135万円）～となる。
安全基準は他のメルセデスの車種と同水準のものが適用され、小型車でありながら大型車と同様の衝突安全性を誇る。
2014年10月にルノーとの共同開発となる第3世代が登場。車台やエンジンは3代目ルノー・トゥインゴと共通化されており、その影響でトレッド（車幅）が大幅に拡大されている。2人乗りの「フォーツークーペ」「フォーツーカブリオ」と、4人乗りの「フォーフォー」がラインナップされている。
日本市場では2015年10月28日に導入が発表され、フォーツークーペは同日より発売を開始した。フォーフォーは2016年1月より発売。その後2016年8月にフォーツーカブリオの導入が発表され、同日より発売を開始した。イメージキャラクターとして相葉雅紀が起用された。2016年度の日本での新規登録台数は4,508台であった。
2019年3月にダイムラー・AGは浙江吉利控股集団と新たな合弁会社Smart Automobile Co., Ltd.を設立して電気自動車を中国で生産することを発表した。

## 名称の由来
「smart」の名称は、創業時のパートナーであったスウォッチ (Swatch) の「S」と、メルセデス・ベンツ (Mercedes-Benz) の「M」に、「芸術」(art) を組み合わせ、英語の「smart（洗練された、気のきいた、賢い、鋭い、活発な、などの意味を持つ）」にかけたものである。

## 歴史
- 1994年 - ダイムラー・ベンツ51%、スウォッチ49%の出資比率でMCC設立[5]。
- 1995年 - コンセプトモデル「スウォッチカー」が発表される。
- 1997年 - 「スマートシティークーペ」が欧州で発売。
- 1998年 - ダイムラー・ベンツが合併によりダイムラー・クライスラーとなる。
- 1998年 - スマート・ジャパン（並行輸入業者）が日本での独自販売を開始。
- 2000年 - MCCからスウォッチが完全撤退し、ダイムラー・クライスラーの100%子会社となる。
- 2000年 - ダイムラー・クライスラー日本が日本での正規販売を開始[15]。
- 2002年9月 - 会社名を「MCC」から「smart」に変更
- 2004年 - 三菱自動車とのパートナーシップによる「スマートフォーフォー」を発売（2006年に製造終了）。また、従来の2人乗りモデルを「フォーツー」に改称。
- 2007年4月 - 第2世代スマート・フォーツーの販売が欧州で開始される。
- 2007年10月24日 - 第2世代スマート・フォーツー日本発売。
- 2007年11月1日 - ダイムラー・クライスラー日本がメルセデス・ベンツ日本となる。
- 2010年4月1日 - 日本国内の全てのメルセデス・ベンツ正規ディーラーでの取り扱いを開始。
- 2015年10月28日 - 第3世代スマート・フォーツー日本発売。
- 2016年1月 - 第2世代スマート・フォーフォー日本発売。
- 2019年3月 - 浙江吉利控股集団と新たな合弁会社を設立。

## 車種一覧
※欧州等、日本国外におけるモデルの仕様や変遷については、他言語リンク先を参照のこと。

### 現行モデル
- ＃1
- ＃3

### 過去モデル
- ロードスター
  - ロードスター クーペ
- フォーツー
  - スマートK
  - クロスブレード
  - フォーツー エレクトリックドライブ
  - EQフォーツー
- フォーフォー
  - EQフォーフォー